# إدوارد بي. نولز
إدوارد بي. نولز هو سياسي أمريكي، ولد في 13 أبريل 1805 في بروفيدنس في الولايات المتحدة، وتوفي في 16 أكتوبر 1881. نشط حزبياً في حزب اليمين.